# 6기통 직렬 엔진

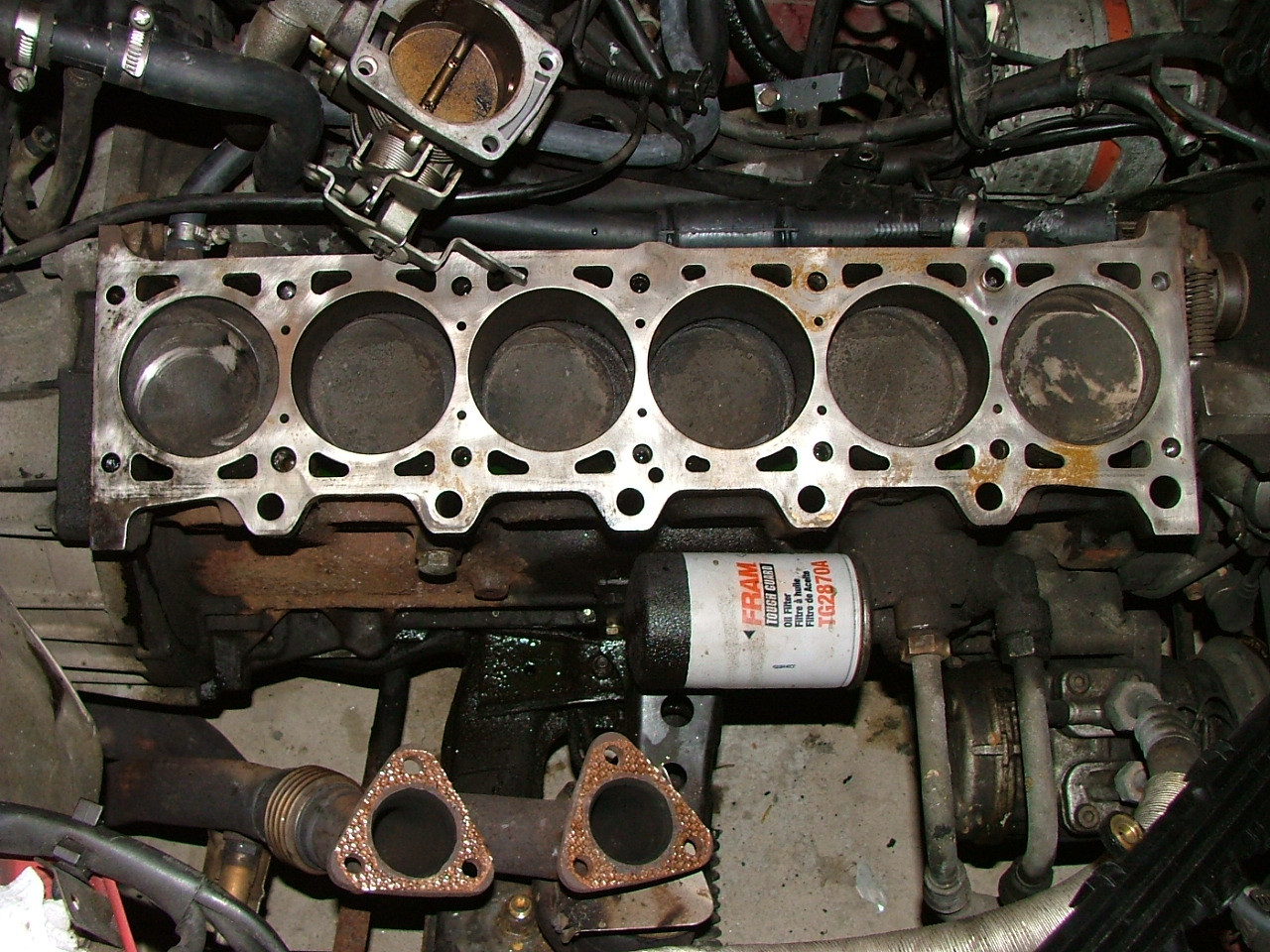
6기통 직렬 엔진인 BMW M20의 엔진 블록

6기통 직렬 엔진(영어: Straight-six engine) (인라인-6 엔진이라고도 함; 약칭 I6 또는 L6)은 내연 기관으로, 6개의 실린더가 크랭크 케이스를 따라 직선으로 장착되고 모든 피스톤이 공통 크랭크 샤프트 (직선 엔진)를 구동한다.
실린더 뱅크는 임의의 각도로 방향이 지정 될 수 있으며 뱅크가 수직에서 멀어지는 경우 엔진을 경사 6이라고도 한다 (이 또한 크라이슬러 전용 설계임). 직선형 6개 레이아웃은 1차 및 2차 기계식 엔진 밸런스를 모두 갖춘 가장 단순한 엔진 레이아웃으로 실린더 수가 적은 엔진보다 진동이 훨씬 적다.

## 디자인

### 변위 범위
자동차에서 직선 6개 설계는 약 2~5 리터 (120 to 310 cu in) 범위의 엔진 배기량에 사용된다.때로는 소형 엔진에도 사용되지만 매우 원활하게 작동하지만 비용 대 출력 비율 측면에서 제조 비용이 다소 비싼 경향이 있다. 엔진의 길이는 한 뱅크의 실린더 수에 거의 비례하기 때문에 직선 6개는 I4, V4, V6 또는 V8과 같은 대체 레이아웃보다 반드시 길어야 한다.
Benelli 750 Sei 모터 사이클에서 생산된 가장 작은 직선형 6개 중 하나가 747.7cc (747.7 cc (45.63 cu in; 0.7477 L))를 대체한다. Honda와 Mike Hailwood는 1960년대 RC166 250cc (15 cu in, 0.25L) 6기통 24 밸브 오토바이 엔진으로 경주했다. 제2차 세계 대전 이전 엔진은 롤스로이스 실버 고스트의 7.4 L (450 cu in) 엔진과 1910s Peerless, Pierce 및 Fageol의 824 cu in (13.50 L)과 같은 현대 표준에 따라 상당히 클 수 있다. 1910년에 Oldsmobile Limited가 505 입방 인치 (8,275cc)를 변위시킨 T- 헤드 엔진과 함께 도입되었고 1911년에는 배기량이 706 입방 인치 (11,569cc)로 증가했다. 1911년 르노 40CV는 460 입방 인치를 설치했다. 1920년에 557 입방인치로 업그레이드 된 8리터 (7,539cc) 엔진 9 리터 (9,120cc)이며 1928년까지 생산되었다.
가장 큰 현재의 승용차 직선형 6대에는 AMC 엔진의 4.6L (4.6 L (282 cu in)) VAM 버전, 여러 재규어 자동차 및 AMC에서 발견되는 4.2-리터 (260 cu in) (260cuin) 동력 장치, 4.0 TVR Speed Six, 4.0 Ford Barra, Chevrolet 250, Chevrolet Vortec 4200, 4.3 Chrysler Hemi Six, 4.2 Toyota Land Cruiser (디젤 및 가솔린), 4.5 및 4.8 Nissan, 4.8 Chevrolet, 4.9 Ford 및 5.0 L의 Hudson H-145 (1957년까지 생산). 2009년 현재 Dodge Ram 픽업 트럭에 사용된 Cummins B 시리즈 엔진은 최대 6.7 L (410 cu in) (410 cu in)까지 변위되었다.
1935년부터 1950년까지 de Havilland Engine Company에서 제작한 Gipsy Six와 Gipsy Queen은 560.6 cu in (9.187 L)을 대체하는 반전 된 직선형 6개 엔진이었다. 그들은 de Havilland Dragon Rapide와 Cierva W.9 실험용 헬리콥터를 포함한 다양한 항공기에 사용되었다. 독일 제국의 Luftstreitkräfte 항공기가 사용하는 표준 직렬 6 개 구성의 제 1차 세계 대전 항공 엔진은 훨씬 더 큰 배기량을 가졌으며, 가장 많이 사용되는 수냉식 이중 점화, SOHC 밸브 트레인 인라인-6 엔진은 14.8 리터 (903 입방 인치)이다.
완전히 균형 잡힌 구성이기 때문에 16L (980 입방 인치) 볼보 디젤 엔진 및 15L (920 인치)와 같은 대형 트럭, 기관차, 산업 및 해양 사용을 위해 매우 큰 크기로 확장 할 수 있다. 가장 큰 것은 선박에 동력을 공급하고 연료 유를 사용하는 데 사용된다. 직선형 6 개는 여러 개의 직선형 6개를 함께 쌓는 대형 모터의 확장 가능한 모듈 구성 요소로 볼 수도 있다. (평면 또는 V12, W18 등)

### 균형과 부드러움
인라인 6 엔진은 밸런스 샤프트를 사용하지 않고 실질적으로 완벽한 1차 및 2차 기계 균형을 유지한다. 실린더의 전방 및 후방 트리오가 거울 이미지이고 피스톤이 쌍으로 움직이기 때문에 엔진은 1차 커플 밸런스 상태에 있다 (물론 360 ° 위상차와 4행정 사이클의 다른 스트로크에서). 즉, 피스톤 1번은 6번, 2번은 5번, 3번은 4번을 미러링하며, 그렇지 않으면 결과적으로 발생할 수 있는 극지 흔들림 동작을 대부분 제거한다.
크랭크 샤프트에는 120°에서 오프셋 된 3개의 평면에 6개의 크랭크 스로우가 배열되어 있기 때문에 2차 불균형이 크게 방지된다. 그 결과 순전히 정현파 운동에서 피스톤의 편차로 인해 발생하는 대부분의 2 차 힘의 합이 0이 된다. 특히, 2 차 (크랭크 속도의 2배)와 4차 관성 자유력 (엔진 밸런스 문서 참조)의 합은 0이지만 6차 이상은 0이 아니다. 이것은 일반적으로 대부분의 응용 분야에서 작은 기여이지만 긴 커넥팅로드의 일반적이고 유리한 사용에도 불구하고 이러한 응용 분야에서 피스톤 운동의 2차 (2차 이상) 진동을 줄 임에도 불구하고 변위가 매우 클 수 있다.
인라인 4기통 또는 크랭크 속도 밸런스 샤프트가 있는 V6 엔진은 상당한 2차 동적 불균형을 경험하여 엔진 진동을 유발한다. 일반적으로 동적 불균형으로 인해 발생하는 힘은 엔진 속도의 제곱만큼 증가한다. 예를 들어 속도가 두 배가되면 진동이 4배 증가하였다. 대조적으로, 인라인 6 엔진은 1차 또는 (중요한) 2차 불균형이 없으며 비틀림 진동을 흡수하기 위해 신중하게 설계된 크랭크 샤프트 진동 댐퍼를 사용하여 동일한 크랭크 샤프트 속도 (rpm)에서 더 부드럽게 작동한다. 이러한 특성으로 인해 부드러운 고속 성능이 매우 바람직한 일부 유럽 스포츠 럭셔리 자동차에서 직선 6개가 인기를 얻었다. 피스톤 보어의 큐브와 함께 엔진 왕복 력이 증가함에 따라 직선형 6개는 대형 트럭 엔진에 선호되는 구성이다.

#### 관성 토크
구동계 부드러움에 영향을 미치는 또 다른 측면은 서로 다른 위상간에 피스톤 운동 에너지를 공유하여 발생하는 회전 속도의 변화이다. 4행정 인라인 6에는 3개의 피스톤 단계 만 있으며, 피스톤 운동의 특성으로 인해 3 차 불균형이 발생할 수는 없지만 (피스톤은 해당 속도로 진동하지 않음), 다음 사이의 운동 에너지 교환에서 나타난다. 피스톤과 크랭크 축 (수학적으로 속도의 제곱으로 인해 주파수의 특정 상호 변조가 발생 함). 이것은 회전하는 질량과 왕복하는 질량에 대한 일정한 운동 에너지 레벨이 회전당 3배 속도를 높이고 감속시키는 플라이휠 회전을 초래한다는 것을 의미한다. 이것은 차례로 회전당 3개의 펄스를 갖는 크랭크 샤프트로부터 출력되는 연소 토크에 중첩되는 소위 관성 토크의 순환을 초래할 것이다.
피스톤이 동시에 멈추고 시작되는 인라인 4에서 여전히 현저한 개선이며 6기통 직렬이 3기통 직렬과 공유하는 개선이다. 야마하가 크로스 플레인을 채택한 동기이기도 하다. YZF-R1 모터사이클의 크랭크는 4개의 독특한 피스톤 단계로 구성된다. 관성 토크는 일반적으로 극한 상황, 즉 높은 왕복 질량 및 / 또는 높은 엔진 속도에서만 문제가 된다. 그러나 어떤 경우에도 저속 주행 및 플라이휠 크기에 영향을 미칠 수 있다.머큐리는 기본 로킹 커플만 취소하고 밸런서 없이 실행되는 구성을 사용하게 되었다.
모든 구성의 왕복 질량은 여전히 운동 평면에서 6차 이상에서만 불균형하지만 피스톤 간의 운동 에너지 교환 균형은 4차에 비해 잔류 6차 이상 관성 토크 진동으로 개선되었다. 3차 이상에서 불균형 한 스트로크 디자인이다.

### 크랭크 샤프트
6기통 엔진의 크랭크 샤프트에는 일반적으로 4개 또는 7개의 메인 베어링이 있다. 더 큰 엔진과 디젤은 높은 하중 때문에 7개의 베어링을 사용하고 크랭크 샤프트 플렉스를 방지하는 경향이 있다. 6기통 엔진의 부드러운 특성으로 인해 운전자는 낮은 엔진 속도에서 엔진을 로드하는 경향이 있다. 이것은 크랭크가 메인 베어링 사이의 두 실린더 거리에 걸쳐있는 4 개의 메인 베어링 설계에서 크랭크 샤프트 플렉스를 생성 할 수 있다. 이 거리는 4개의 메인이있는 V6에서 두 개의 인접한 메인 베어링 사이의 거리보다 더 길다. V6에는 상당히 겹치는 반대쪽 뱅크에 실린더 보어가 있기 때문이다. 오버랩은 하나의 커넥팅 로드 (1.00"정도)의 너비를 뺀 100%까지 높을 수 있다. 또한 현대식 고압축 엔진은 크랭크 샤프트가 더 높은 피크 가스 압력으로 인해 더 큰 굽힘 하중을 받게 되므로 크랭크 스로가 인접한 베어링으로부터 더 큰 지지를 받으므로 이제 7개의 메인 베어링이 있는 직선형 6개를 설계하는 것이 일반적이다.
더 스포티한 고성능 엔진의 대부분은 더 나은 비틀림 강성 (예 : BMW 스몰 스트레이트 6, 포드의 Zephyr 6) 때문에 4개의 베어링 설계를 사용한다. 메인 베어링 저널의 누적 길이는 상대적으로 비틀림에 유연한 크랭크 샤프트를 제공한다. 4개의 메인 베어링 설계에는 6개의 크랭크 스로우와 4 개의 메인 저널이 있으므로 비틀림 영역에서 훨씬 더 뻣뻣하다. 높은 엔진 속도에서 비틀림 강성이 부족하면 7 가지 주요 베어링 설계가 비틀림 굴곡과 잠재적 인 파손에 취약해질 수 있다. 대형 직선형 6개 엔진에 영향을 미치는 또 다른 요소는 모든 캠 축을 크랭크 축에 연결하는 엔드 마운트 타이밍 체인이다. 캠 샤프트는 엔진 앞쪽과 뒤쪽 근처에서 번갈아 가며 밸브를 작동하기 때문에 매우 길고 비틀림 굴곡의 영향을 받는다. 높은 엔진 속도에서 캠 샤프트는 크랭크 샤프트에 추가하여 비틀림으로 구부러져 캠 드라이브에서 가장 먼 실린더의 밸브 타이밍이 부정확하고 불규칙 해져서 동력을 잃고 극단적 인 경우 밸브와 피스톤 사이의 기계적 간섭을 초래한다. 결과. 일부 설계자들은 엔진 중간 (실린더 3과 4 사이)에 타이밍 체인/기어를 설치하거나 엔진 후면에 두 번째 타이밍 체인을 추가하는 실험을 했다. 두 가지 방법 모두 복잡성을 추가하면서 문제를 해결할 수 있다.
대형 6기통 엔진이 고속을 달성하는 능력을 감소시키는 또 다른 요인은 상대적으로 긴 스트로크 (언더 스퀘어) 디자인의 단순한 기하학적 현실이다. 스트레이트 식스는 긴 엔진이며 디자이너는 일반적으로 높이가 문제가 되지 않는 동안 가능한 한 짧게 만드는 것이 좋다. 따라서 주어진 용량을 달성하기 위해 V 엔진보다 더 긴 스트로크와 더 작은 보어를 사용하는 경향이 있다. 대조적으로, 장 행정 V 엔진은 너무 넓어지는 경향이 있어 변위를 증가시키기 위해 행정보다는 보어를 증가시킨다.일반적으로 직선형의 더 긴 스트로크는 크랭크 스로와 피스톤 속도를 증가시켜 엔진의 rpm 등급을 감소시키는 경향이 있다.

### 2행정 엔진
균일 점화 6기통 2행정 엔진은 60° 간격으로 점화가 필요하다. 그렇지 않으면 동시 점화로 작동하고 동력 전달이 3배 이상 부드럽지 않다. 따라서 60°의 크랭크 스로도 필요하다. 이러한 디자인은 디트로이트 71 시리즈와 같은 디젤 및 일부 선박용 엔진과 선외 모터로 제한되는 것으로 보인다.
120개의 가능한 크랭크 샤프트 구성 중 일부는 유용한 특성을 가지고 있지만, 모두는 용도에 따라 밸런스 샤프트가 필요할 수도 있고 필요하지 않을 수도있는 일종의 로킹 불균형을 가지고 있다. 이는 6개의 고유 한 위상을 가진 6개의 피스톤이  행정의 경우처럼 "페어링"될 수 없기 때문이다. 디트로이트 엔진은 일단 기본 로킹 커플이 균형을 이루고 나면 6차까지 다른 모든 로킹 커플에서도 완벽하게 균형을 잡은 구성을 사용했다.

## 자동차에서의 사용
첫 번째 인라인 6은 1903년 스파이커에 의해 생산되었다. 1909년까지 Darracq, Delaunay-Bellville, Vertex, MMC, White and Poppe, Mutel 및 포드를 포함하여 영국에서만 62개 제조업체가 사용했다.
스트레이트 6 엔진은 V6 엔진보다 훨씬 일찍 도입되었다. 최초의 스트레이트 6는 1903년 스파이커에 의해 제조되었지만, 생산 V6이 소개된 것은 1950년이 되어서야였다.
직진 6기의 길이는 구형 전륜/후륜구동 차량에서 주요 관심사가 아니었지만 공간 효율적인 전륜/전륜 구동 및 횡형 엔진 (왼쪽에서 -오른쪽 대 앞뒤) 소형차의 경우 V6의 길이가 큰 이점이 되었다. 엔진의 전체 길이는 보어 피치x 한 뱅크의 실린더 수에 하나의 커넥팅로드 너비를 더하여 대략적으로 계산할 수 있다. 그 결과, 최근 수십 년 동안 자동차 제조업체는 대부분의 직선형 6개 엔진 (및 많은 V8)을 V6 엔진으로 교체했다. 닛산은 FR 설정을 유지하면서 이전 터보 차저 인라인-6모델을 더 큰 배기량 자연 흡기 V6 엔진으로 교체했다.
V 엔진으로의 전환에 대한 예외로는 전륜/후륜 구동 차량 라인업에 사용되는 고성능 직선형 6 대를 전문으로 하는 BMW가 있으며, 현재 BMW의 모든 6기통 모델 라인업은 직선 구성을 사용한다. 볼보는 더 큰 차에 가로로 맞도록 컴팩트 한 6기통 엔진/변속기 패키지를 설계했고, 호주 포드 팔콘 (Australian Ford Falcon)은 2016년 종말 이전에 여전히 6기형 구성을 사용했다. TVR은 직선형 6구성을 사용했다. 그들의 죽음 이전에 그들의 마지막 차에 독점적으로. 이전 트렌드의 역전으로 Mercedes-Benz는 2016년 10월 인라인 -6 엔진으로의 복귀를 발표했다.GM대우는 GM대우 매그너스와 GM대우 토스카 중형 세단에 가로 I6를 사용했으며, 전자는 미국에서 스즈키 베로나로, 캐나다에서는 쉐보레 에피카라는 모델로 판매되었다.
제조업체는 V8 엔진을 직선 6 엔진으로, V6 엔진을 직선 4 엔진으로 교체하기 시작했으며 V8 엔진은 더 작아졌다. 이는 실린더 수가 적은 고효율 엔진을 향한 추세의 일부였지만, 연비 기준에 따라 이전의 대형 엔진과 동일한 출력이 더욱 엄격 해졌다. 모듈형 엔진 설계의 결과, 직선 6 엔진은 직선 4 엔진과 동일한 조립 라인에서 제작 될 수있는 반면, 이전 V8보다 작은 V8 엔진은 동일한 제품군의 직선 4 엔진과 동일한 구성 요소로 제작 될 수 있었다.

## 트럭에서의 사용
6기통 직렬은 중대형 트럭에서 계속 사용된다. 포드는 중형 트럭에서 V8을 사용하는 주목할 만한 예외 중 하나이다. GM 픽업 트럭은 1984년 4.3 V6용 스트레이트 6개를 포기했고, 포드는 1996년 Essex V6에 찬성하여 스트레이트 6 개를 떨어뜨렸다. 2002년에 제너럴 모터스는 모듈식 4개 스트레이트의 일부로 Vortec 4200을 출시했다. 5개 및 6개 GM Atlas 엔진 라인이 소형 스포츠 유틸리티 자동차에 사용되었다. 지프는 2006년 지프 Wrangler를 마지막 차량으로 삼아 2006년 6개를 포기했다. Ram Trucks는 대형 픽업 트럭 및 섀시 캡 모델에 계속해서 직렬 6개 엔진을 제공하고 있지만, V6 및 V8 엔진만 더 작은 버전에서 사용할 수 있다. 대체 V8 크라이슬러 헤미 엔진보다 마력이 낮지 만 커민스 6.7 리터 터보 차저 디젤 스트레이트 6 엔진의 더 높은 토크와 더 나은 연비는 장거리에서 무거운 하중을 견인하는 데 더 적합하다. 6.7 L 커민스 터보 디젤은 현재 픽업 트럭에 제공되는 최대 6개의 직선 엔진이다.

## 같이 보기
- 6기통 수평 엔진
- V6 엔진
- VR6 엔진

## 서적
- Cheetham, Craig (2006). 《Ultimate American Cars》. MotorBooks/MBI. ISBN 978-0-7603-2570-4. 2012년 10월 11일에 확인함.
- Daniels, Jeff (2002). 《Driving Force –  The Evolution of the Car Engine》. Haynes Publishing. ISBN 1-85960-877-9.
- G.N. Georgano, G.N. (1985). 《Cars: Early and Vintage, 1886–1930》. Grange-Universal.
- Nunney, M J (2006). 《Light and Heavy Vehicle Technology》 Four판. Butterworth-Heinemann. ISBN 0-7506-8037-7.